# Balkáni fűaknázó moly
A balkáni fűaknázó moly (Elachista pollutella) a valódi lepkék (Glossata) alrendjébe tartozó fűaknázó molyfélék (Elachistidae) családjának egyik, szórványosan hazánkban is előforduló faja.

## Elterjedése, élőhelye
Közép- és Dél-Európában, valamint Kis-Ázsiában elterjedt faj. Magyarországon csak néhány helyről került elő.

## Megjelenése
Szárnya piszkosfehér, sugárirányú sávokban finom, barna ponthintéssel. Szárnyának fesztávolsága 11–13 mm.

## Életmódja
Életmódjáról keveset tudunk. A hernyók perjefélékben (Poaceae) aknáznak. A lepkék esti szürkületkor és naplemente után aktívak.